# Bensheim
Bensheim est une ville située dans l'extrême sud de la Hesse (Allemagne), dans l'arrondissement de la Bergstraße dont elle est la plus grande ville.

## Géographie
La ville se situe à la fois dans la vallée du Rhin et sur les pentes des Odenwaldes occidentales. Les villes plus importantes à proximité sont Darmstadt (environ 25 km au Nord), Heidelberg (environ 40 km au Sud) et Mannheim (environ 35 km au Sud-Ouest).

### Organisation Urbaine
À côté du centre-ville, Bensheim s'étend sur des quartiers périphériques nommés Auerbach, Fehlheim, Gronau, Hochstädten, Langwaden, Schönberg, Schwanheim, Wilmshausen et Zell.

## Histoire
| Appartenances historiques Électorat de Mayence 1232–1803 Landgraviat de Hesse-Darmstadt 1803–1806 Grand-duché de Hesse 1806–1918 République de Weimar 1918–1933 Reich allemand 1933–1945 Allemagne occupée 1945–1949 Allemagne 1949–présent |

C'est en l'an 765 que le nom de Basinsheim fut la première fois mentionné dans un document le Codex Laureshamensis du monastère de Lorsch.
La fondation est l'œuvre du chevalier Basinus qui obtint les droits nécessaire à la fondation de la ville.
Le XIIIe siècle vit l'édification de la forteresse sur l'Auerberg par les comtes de Katzenelnbogen ce qui provoqua une accélération de la croissance de la ville.
La ruine du Château-fort d'Auerbach est encore aujourd'hui dans un état de conservation acceptable.
Le nom se modifia de Basinsheim à Basinusheim puis Besenheim et enfin Bensheim.
Un grand incendie urbain a détruit complètement le lieu en 1302.

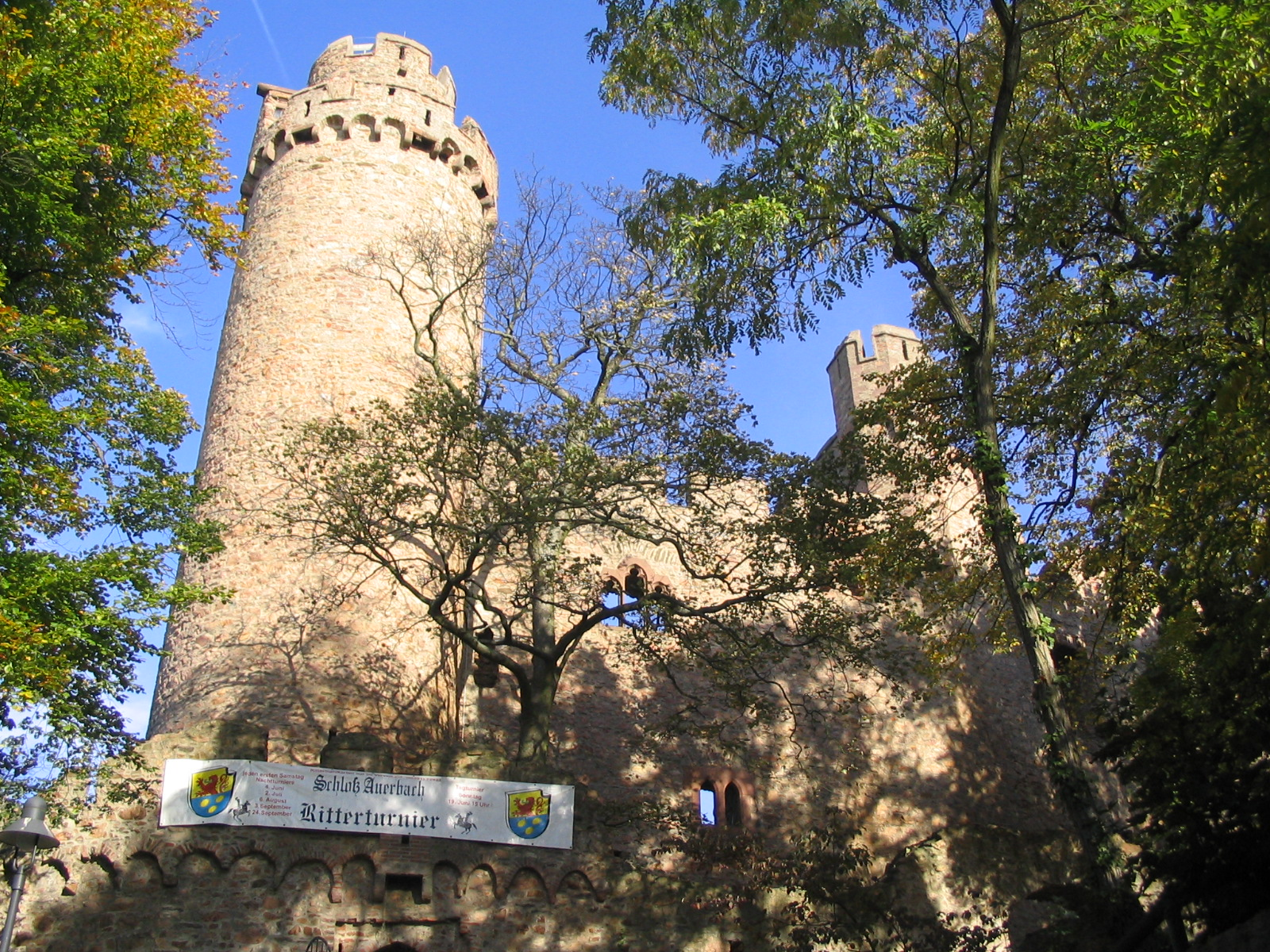
Forteresse sur l'Auerberg.
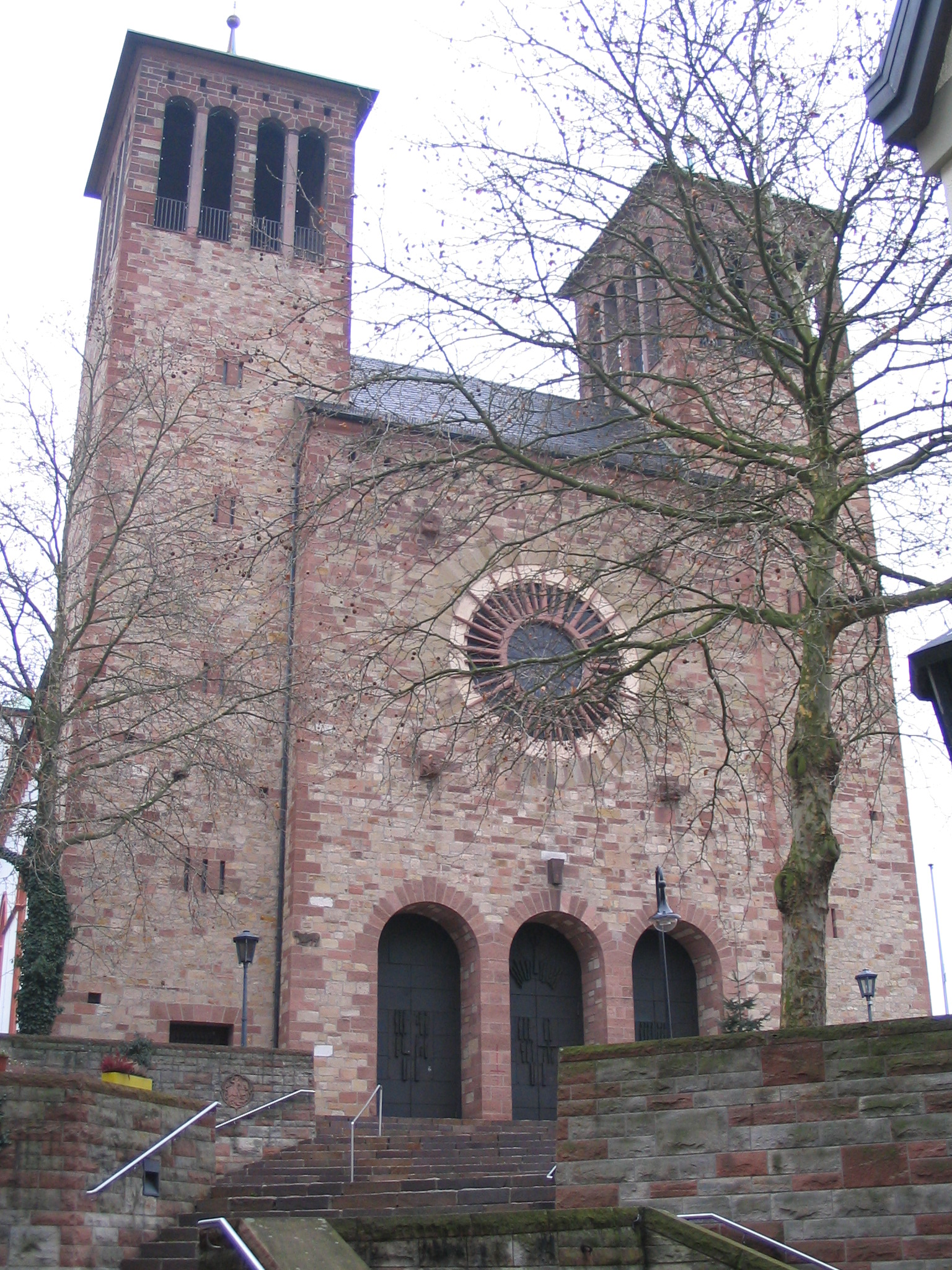
St. Georg.
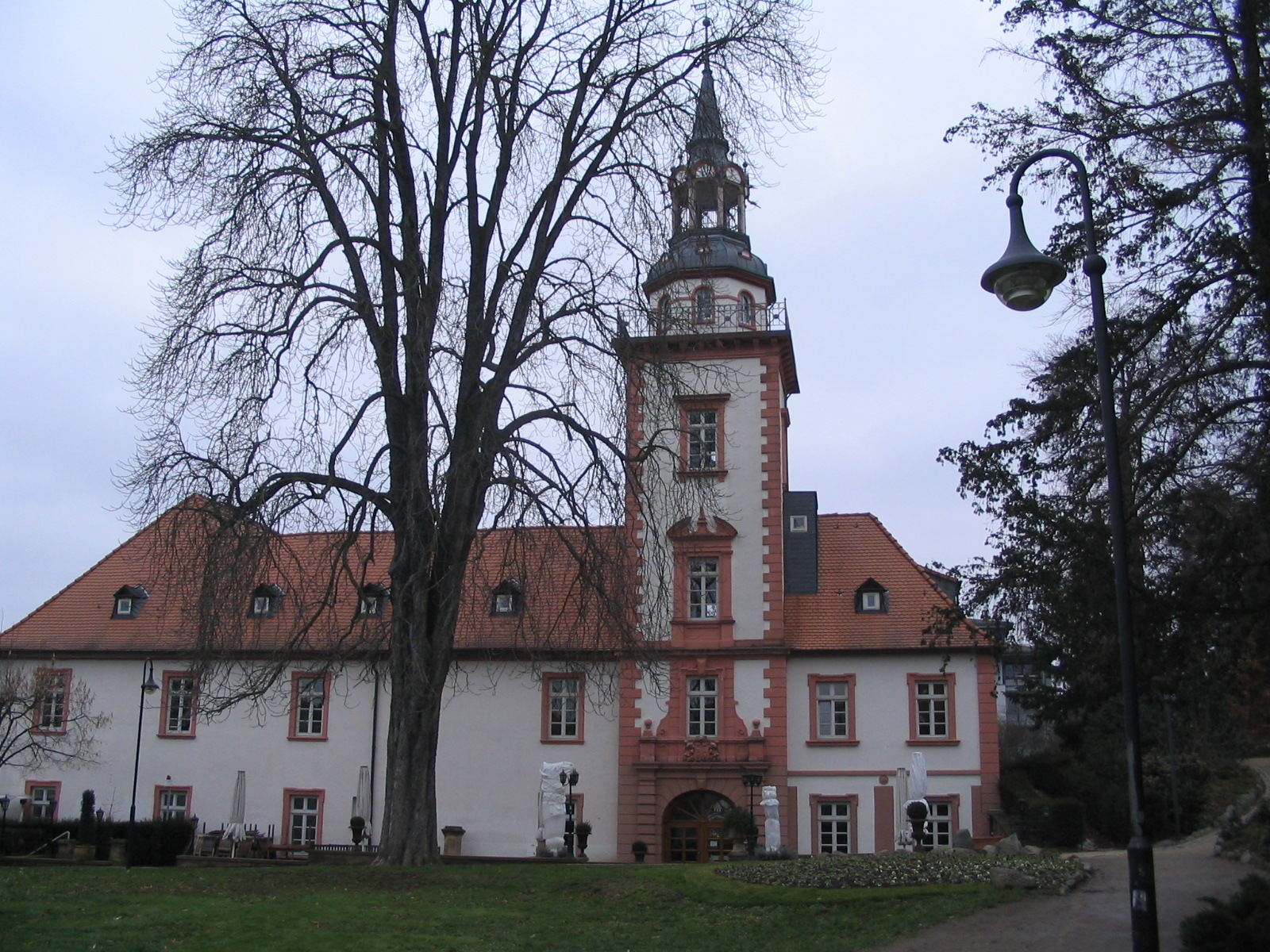
Rodensteiner Hof.
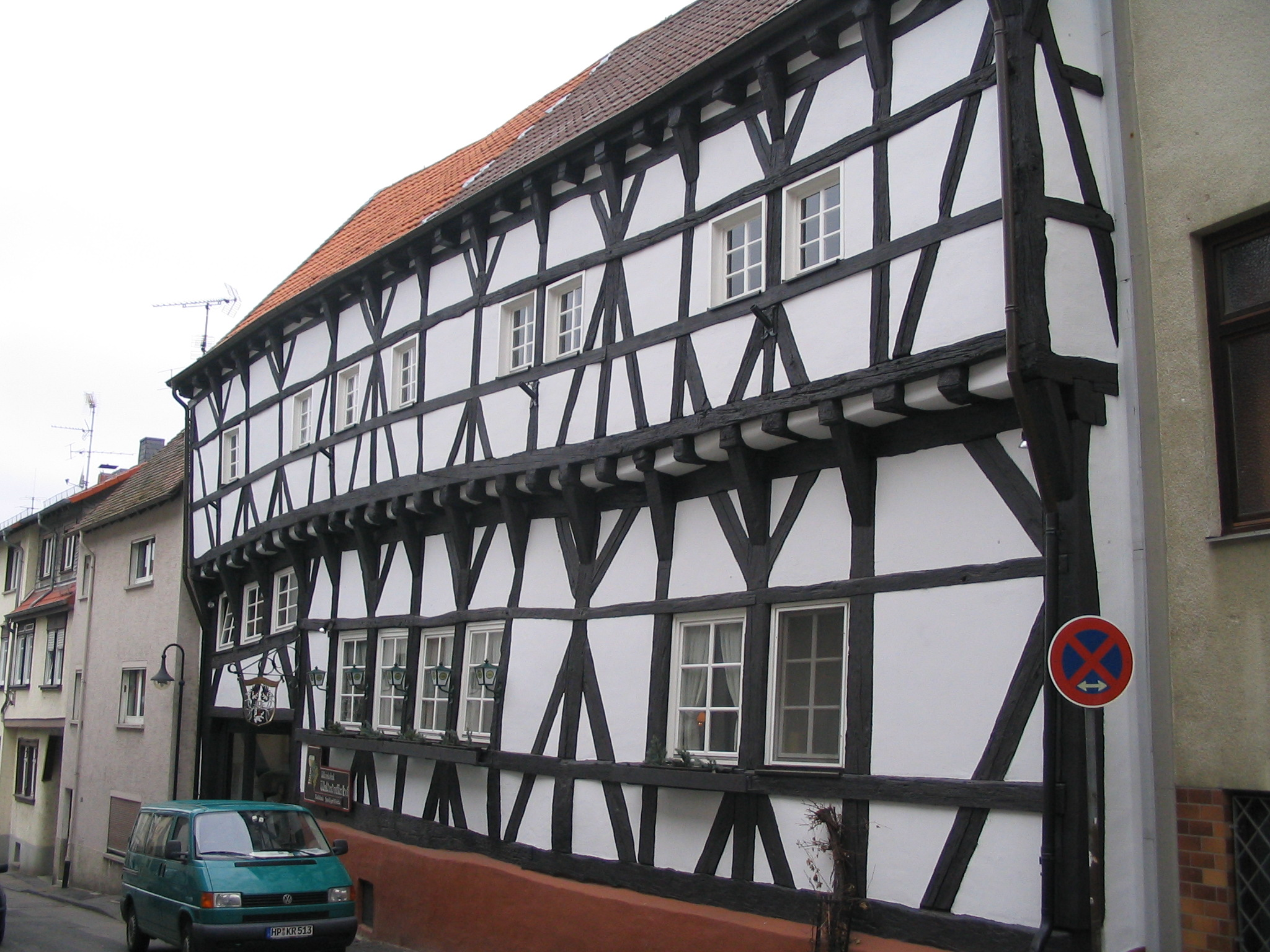
Walderdorffer Hof.
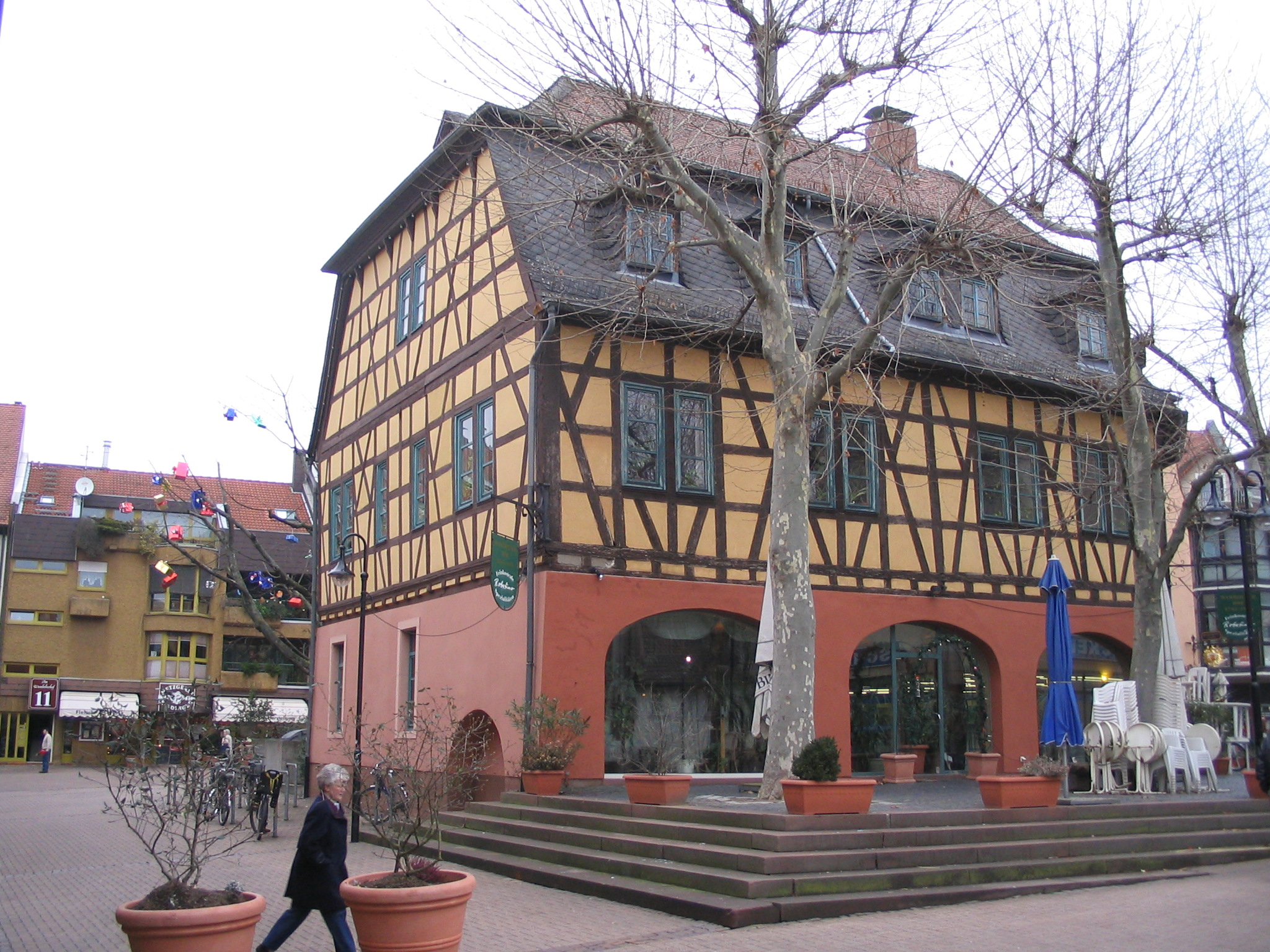
Wambolter Hof.

### Jumelages

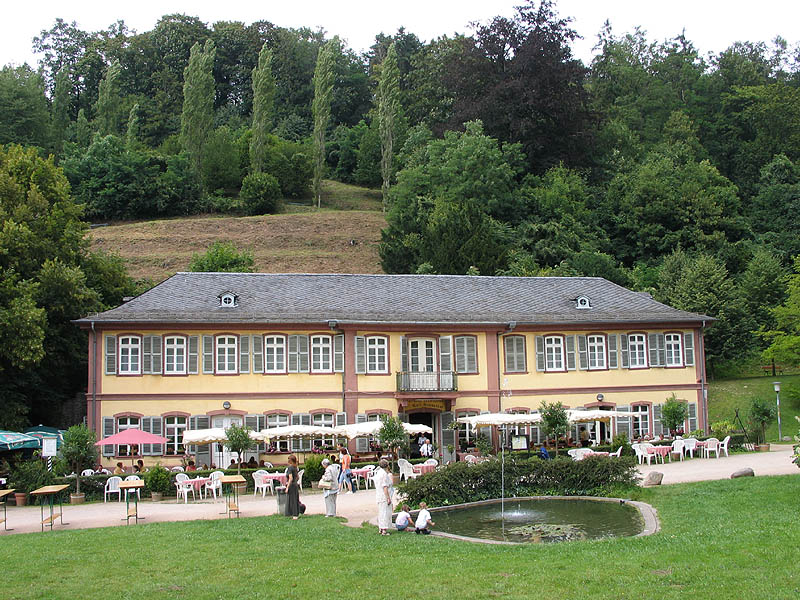
Fürstenlager à Bensheim.

- Beaune (France)
- Amersham (Grande-Bretagne)
- Mohács (Hongrie)
- Riva del Garda (Italie)
- Klodzko (Pologne)
- Hostinné (Tchéquie)

### Manifestations régulières
Une fête des viticulteurs (« Winzerfest » en allemand) connue au niveau régional a toujours lieu au cours de la première semaine de septembre dans la totalité du centre-ville. La fête dure 9 jours ; à sa conclusion, un feu d'artifice est tiré sur le Kirchberg.

## Personnages célèbres
À Bensheim sont nés :
- Norbert Müller-Everling (1953 - ), sculpteur ;
- Josefine Koebe (1988 - ), femme politique (SPD) ;
- Jannik Kohlbacher (1995 - ), handballeur.

## Vue panoramique

Vue panoramique de Bensheim (au centre, le fond de l'image est à l'ouest).